# La Main rouge (collection)
Pour les articles homonymes, voir La Main rouge.
La Main rouge est une collection de romans policiers créée en 1949 et publiée aux Éditions des Deux Mondes par Maguelonne Toussaint-Samat.

## Historique
Cette collection comprend treize romans dont certains « titres remarquables, parmi lesquels deux des meilleurs Dorothy B. Hughes [...]. Les illustrations des couvertures étaient volontairement horrifiques et les tranches des livres de couleur rouge sang » jusqu'au numéro 5. 
La collection s'arrête en 1951.

## Titres de la collection
| Numéro | Auteur                                               | Titre                                       | Titre original            | Année de parution dans la collection |
| ------ | ---------------------------------------------------- | ------------------------------------------- | ------------------------- | ------------------------------------ |
| 1      | Samat, Jean-Toussaint et Toussaint-Samat, Maguelonne | Le Mort et sa fille                         |                           | 1949                                 |
| 2      | Hughes, Dorothy B.                                   | L'ours a fait un testament                  | The Cross Eyed-Bear       | 1949                                 |
| 3      | Brock, Stuart                                        | La Fiancée de la mort                       | Dearh Is my Lower         | 1949                                 |
| 4      | Iams, Jack                                           | Le macchabée loupe le coche                 | The Bodie Missed the Boat | 1950                                 |
| 5      | Marsh, Ngaio                                         | Le Bar de la mort                           | Death at the Bar          | 1950                                 |
| 6      | Ronns, Edward                                        | L'assassin n'aimait pas les vieilles filles | Terror in the Town        | 1950                                 |
| 7      | Layew, Jane                                          | Meurtres aux rayons X ?                     | R X for Murder            | 1950                                 |
| 8      | Toussaint-Samat, Maguelonne                          | Concerto pour meurtre et orchestre          |                           | 1950                                 |
| 9      | Little, Constance et Gwenyth                         | On n'a pas tué Gloria                       | The Black Piano           | 1950                                 |
| 10     | Hughes, Dorothy B.                                   | La Blonde du bar Bambou                     | The Bamboo Blonde         | 1950                                 |
| 11     | Marsh, Ngaio                                         | Initiation à la mort                        | Death in Extasy           | 1951                                 |
| 12     | Chambers, Dana                                       | Mignonne voici la mort                      | Darling, This Is Death    | 1951                                 |
| 13     | Lamblin, Pierre                                      | Le concierge n'est plus dans l'escalier     |                           | 1951                                 |

## Sources
: document utilisé comme source pour la rédaction de cet article.
- Claude Mesplède (dir.), Dictionnaire des littératures policières, vol. 2 : J - Z, Nantes, Joseph K, coll. « Temps noir », 2007, 1086 p. (ISBN 978-2-910-68645-1, OCLC 315873361), p. 281.